# Alexander Bruce, 1. Earl of Carrick
Alexander Bruce, 1. Earl of Carrick (auch Alexander de Bruce; * zwischen 1312 und 1314; † 19. Juli 1333 bei Berwick), war ein schottischer Adliger.

## Herkunft
Alexander Bruce entstammte der schottischen Familie Bruce. Er war das einzige Kind von Edward Bruce, 1. Earl of Carrick und von Isabel Strathbogie. Vermutlich war er ein uneheliches Kind, denn seine Eltern waren vermutlich nur verlobt. Vor 1314 trennte sich Edward Bruce von Isabel Strathbogie und heiratete eine andere Frau. Er fiel 1318 und hinterließ außer Alexander keine weiteren Kinder. Obwohl Alexander zweifellos nach früheren schottischen Königen benannt worden war, erbte er nicht die Besitzungen seines Vaters. König Robert I., der ältere Bruder seines Vaters, verlieh das Earldom Carrick später seinem eigenen Sohn und Erben David. Obwohl Robert I. zu diesem Zeitpunkt selbst keine überlebenden Söhne hatte, wurde Alexander durch Beschluss eines schottischen Parlaments von einer möglichen Thronfolge ausgeschlossen.

## Schwankende politische Haltung
Dennoch förderte Robert I. seinen Neffen erheblich. Alexanders Mutter erhielt einen Teil der Besitzungen ihres Bruders David Strathbogie, 10. Earl of Atholl als ihr lebenslang zustehendes Wittum, obwohl ihr Bruder 1314 den schottischen König verraten hatte. Zusammen mit seiner Mutter erhielt Alexander 1326 oder 1327 Landbesitz in Dumfriesshire, und Alexander erhielt 1328 Dun in Forfarshire sowie Carnesmole und Mochrum in Wigtownshire. Alexanders Rolle in den letzten Jahren der Herrschaft von Robert I. ist jedoch unklar. Er nahm 1327 offenbar nicht an der Weardale Campaign teil und bezeugte auch keine königlichen Urkunden. Als 1332 die sogenannten Enterbten in Schottland landeten, um Edward Balliol anstelle von David II. auf den schottischen Thron zu setzen, vermied es Alexander offensichtlich, sich dem schottischen Heer anzuschließen, das sich dem Heer der Enterbten entgegenstellte. Er nahm deshalb nicht an der Schlacht von Dupplin Moor teil, bei dem die Enterbten die Schotten klar besiegen konnten. Nach diesem Sieg wurde Edward Balliol zum König der Schotten gekrönt. Als Balliol Weihnachten 1332 in Annan feiern wollte, suchte ihn Bruce auf, um sich zu unterwerfen. Die Gesellschaft wurde jedoch von Anhängern von David II. überfallen. In der folgenden Schlacht von Annan konnte Balliol nur knapp flüchten, während sein Bruder Henry Balliol getötet wurde. Alexander Bruce wurde nur deshalb nicht getötet, weil der Earl of Moray ihn erkannte und sein Leben schonte. Als im Sommer 1333 der englische König Eduard III. offen in den Krieg eintrat, Edward Balliol unterstützte und mit einem Heer Berwick belagerte, stand Bruce wieder auf der Seite von David II., der ihn mit der Erhebung zum Earl of Carrick belohnte. Bruce war jedoch einer der fünf schottischen Earls, die wenig später in der Schlacht von Halidon Hill vor Berwick fielen.

## Heirat
Alexander Bruce hatte Eleanor Douglas, eine Tochter von Sir Archibald Douglas und von dessen Frau Beatrice Lindsay geheiratet. Die Ehe blieb ohne überlebende Nachkommen, so dass der Titel Earl of Carrick mit dem Tod von Alexander wieder erlosch. Nach seinem Tod heiratete seine Witwe erneut.
1344 erschien am Königshof ein Mann, der sich als Alexander Bruce ausgab, aber als Hochstapler in Ayr hingerichtet wurde.